# Metall pesant

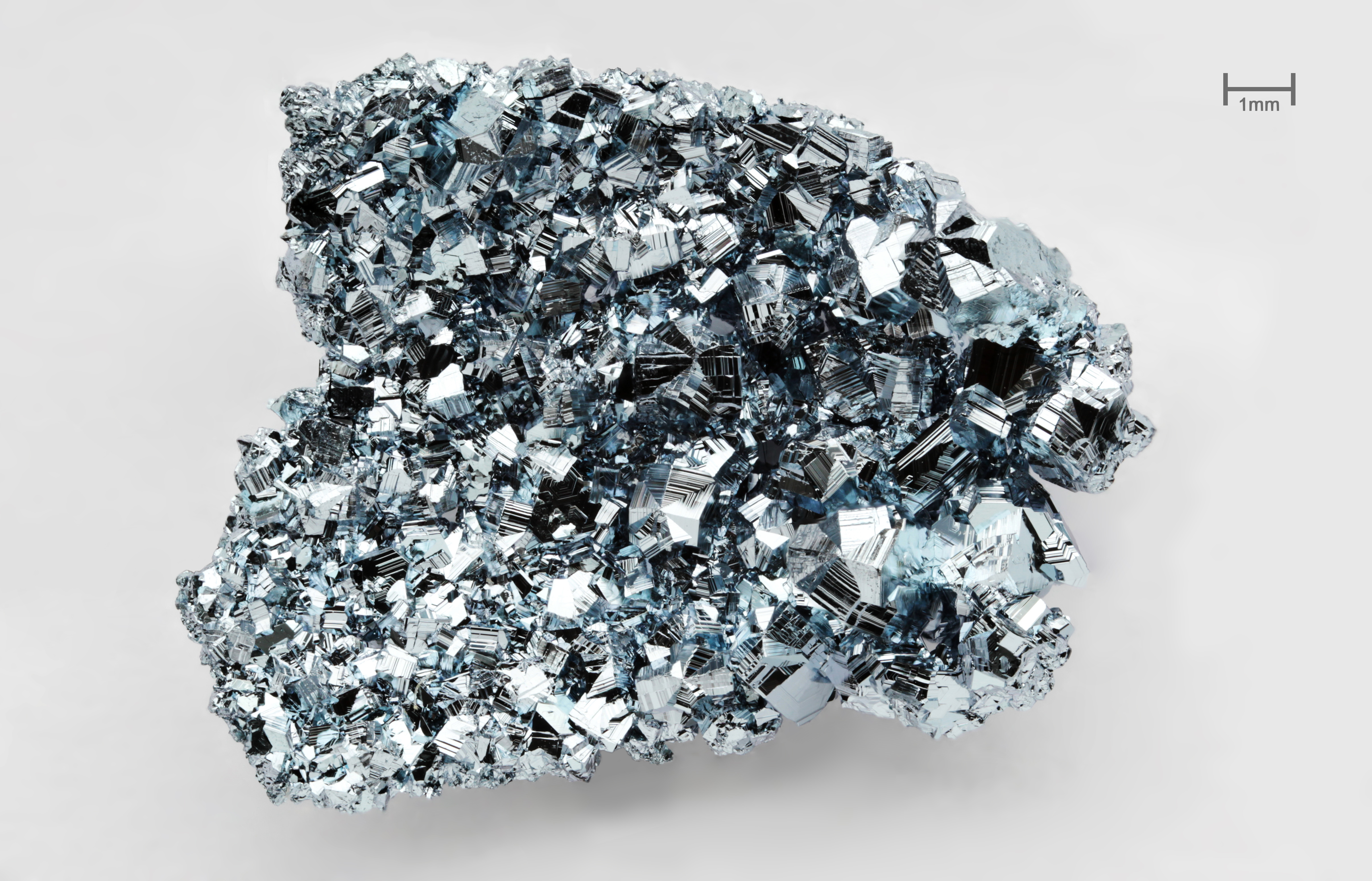
Cristalls d'osmi, un metall pesant gairebé el doble de dens que el plom

Els metalls pesants són un grup d'elements químics que presenten una densitat relativament alta i determinada toxicitat per als éssers humans.
En realitat es tracta d'un concepte factual, industrial, empíric i amb problemes per a trobar-ne una equivalència científica, tècnica o jurídica, per exemple el Senat francès va establir en un informe que el concepte de metall pesant no té fonament científic ni aplicació jurídica. El terme mai ha estat definit oficialment per cap organisme autoritzat com la Unió Internacional de Química Pura i Aplicada (IUPAC).
- Determinats autors defineixen els metalls pesants com els elements metàl·lics amb una massa volúmica superior a un cert valor, que varia entre 4.000 kg/m³ i 5.000 kg/m³ segons els autors.
- D'altres defineixen els metalls pesants com els elements químics compresos entre el coure i el plom (fent exclusió del ferro i el crom)
- Per a altres el metalls pesants serien tots els elements metàl·lics a partir del quart període de la taula periòdica dels elements.
- Per confusió, tenint en compte el caràcter potencialment tòxic dels compostos dels metalls pesants (mercuri, plom i cadmi en particular), inclouen en aquesta mateixa categoria a elements tòxics com l'arsènic (metal·loïde), Seria millor parlar en aquest cas d'« elements traces ».

La combustió de combustibles fòssils sòlids o líquids (carbó, productes d'origen petrolier) és també susceptible de deixar anar metalls pesants en cendres, vapors i fum
Els sòls poden quedar contaminats amb metalls pesants. En aquests casos s'acostuma a intervenir-hi conreant-hi determinades plantes amb l'única finalitat que amb el temps absorbeixin els metalls pesants. Des del 2019 s'està estudiant a Europa l'efecte dels compostos de coure usats per protegir la vinya, i s'estan establint normes restrictives amb l'objectiu d'eliminar en un futur el seu ús, com a mínim per als vins anomenats ecològics o biodinàmics. L'Institut Català de la Vinya i el Vi (INCAVI) hi té un paper destacat.
Molts dels metalls que tenen una densitat alta no són especialment tòxics i alguns són elements químics essencials per a l'ésser humà encara que en determinades concentracions també poden ser tòxics..
Els metalls pesants tòxics més coneguts són el mercuri, el plom, el cadmi i el tal·li. També s'acostuma a incloure, com s'ha dit, un semimetall como és l'arsènic i en poques ocasions, un no-metall com el seleni. A vegades també es parla de contaminació per metalls pesants incloent-hi altres elements tòxics més lleugers com el beril·li o l'alumini.

## Impacte toxicològic
L'impacte toxicològic dels metalls pesants depèn de la seva forma química, de la seva concentració, del context mediambiental i de la possibilitat de passar a la cadena dels éssers vius.
Es distingeix en particular els tres metalls mercuri, plom, cadmi, que d'una banda intervenen en processos biològics i de l'altra poden originar malalties greus. Sembla que el mercuri i el plom poden actuar en sinergia per inhibir o matar les cèl·lules nervioses. Certs plaguicides són també sospitosos d'actuar en sinergia amb els metalls pesants.
Per exemple l'absorció de plom provoca la malaltia del saturnisme, particularment greu en infants. En canvi en cirurgia o en estomatologia es fan servir metalls considerats bio-compatibles com el titani i l'or, o metalls comuns com el ferro. Altres metalls poden ser tòxics en determinades formes com el crom VI, o el coure oxidat entre d'altres.
Les amalgames dentals s'han fet servir molt i han estat objecte de polèmica, ja que contenen metalls pesants ja citats com el mercuri, però també plata i estany.
El 2007, es va prohibir la venda de termòmetres de mercuri a la Unió Europea.

## Diferències genètiques
És encara només una hipòtesi el fet que hi hagi diferències basades en la genètica en la vulnerabilitat cap a les intoxicacions per metalls pesants. Sembla que el mercuri és la causa de nombrosos casos d'Alzheimer.